# Max Skladanowsky

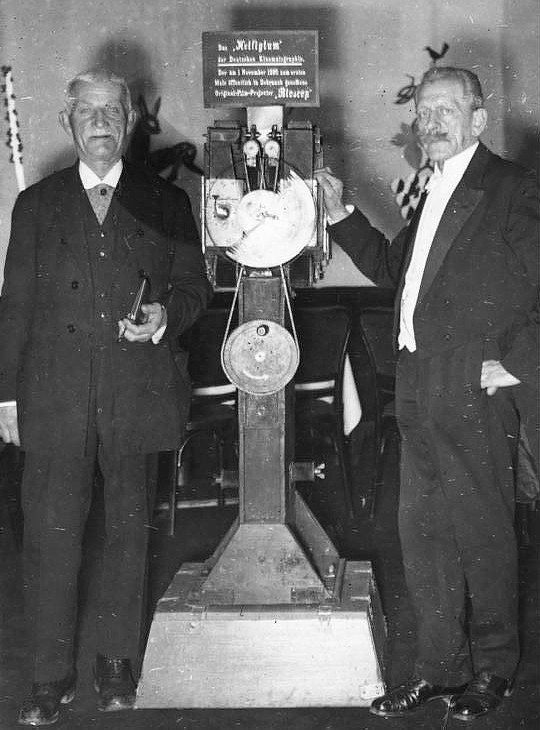
Max (rechts) und Eugen Skladanowsky

Max Skladanowsky (* 30. April 1863 in Pankow bei Berlin; † 30. November 1939 in Berlin) war ein Wegbereiter des Films. Mit seinem Bruder Emil Skladanowsky (1866–1945) entwickelte er das Bioscop, mit dem sie am 1. November 1895 erstmals kurze Filmsequenzen vor einem zahlenden Publikum projizierten. Mit dieser Pionierleistung ging Skladanowsky in die Filmgeschichte ein.

## Leben

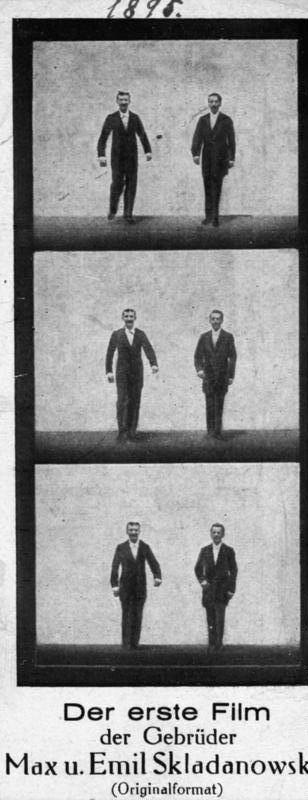
Filmstreifen aus dem ersten Film der Brüder Max und Emil Skladanowsky

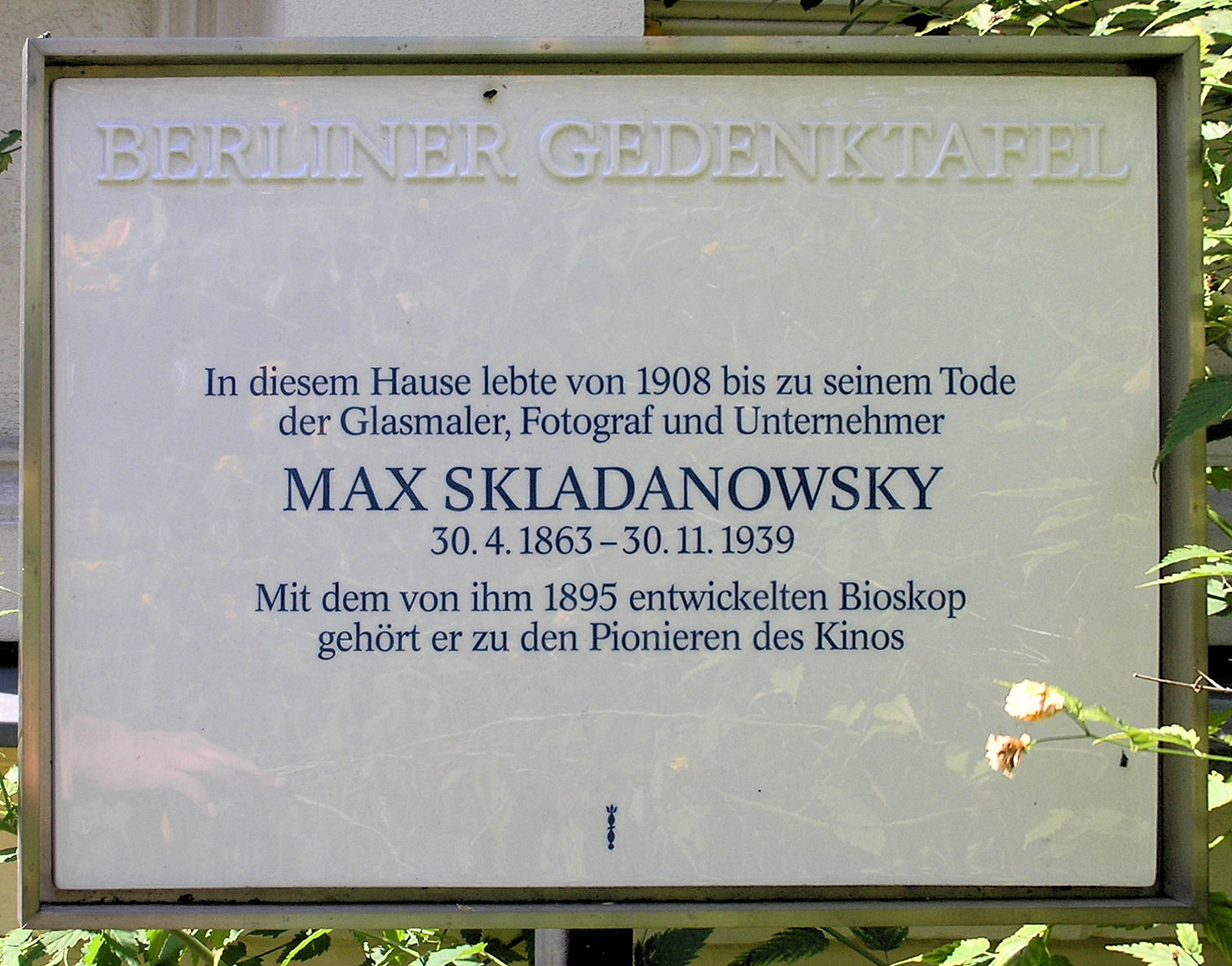
Gedenktafel am Haus Waldowstraße 28 in Berlin-Niederschönhausen

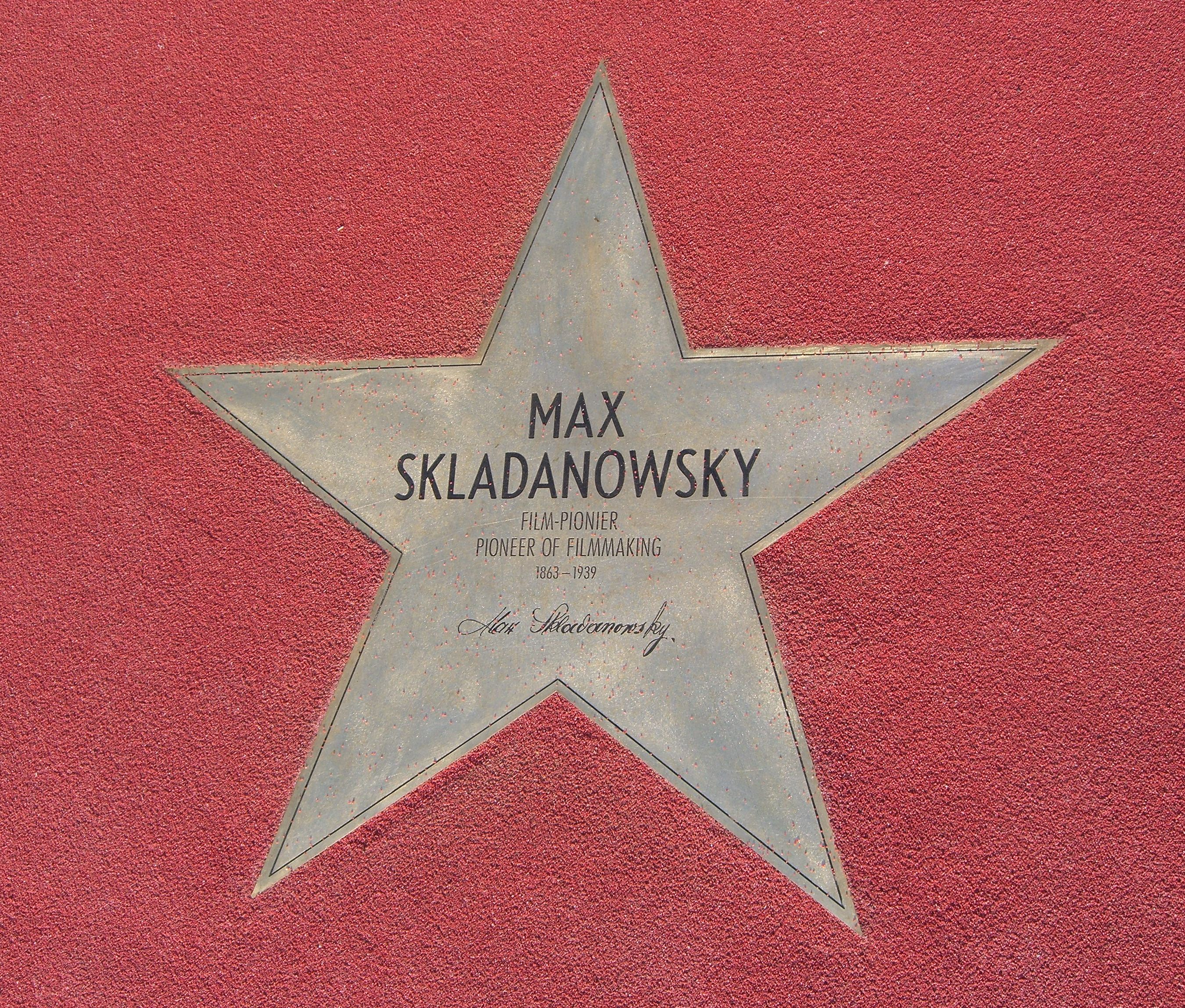
Stern von Max Skladanowsky auf dem Boulevard der Stars in Berlin

Max Richard Skladanowsky war das vierte Kind von Carl Theodor Skladanowsky (1830–1897) und Luise Auguste geb. Bösinger (1833–1883). Nach der Schule begann er 1877 seine Ausbildung zum Fotografen und Glasmaler im photographischen Atelier Werner in der Alten Schönhauser Straße 24 und beim Glasmaler und Lithographen Dehn in der Schönhauser Allee 48 im Bezirk Prenzlauer Tor, heute Bezirk Pankow.
1879 fand er eine Anstellung in der Theaterapparatefabrik von Willy Hagedorn und wurde dort für „Nebelbilder“ und Nebelbildapparate zuständig. Im selben Jahr gründete der Vater Carl zusammen mit seinen beiden Söhnen Max und Emil ein Unternehmen zur Produktion von mechanisch bewegten Nebelbildern. Diese zeigte Max Skladanowsky zusammen mit seinem Vater auf Tourneen durch Deutschland und Europa. Die erste Vorführung fand dabei am 18. November 1879 in der Friedrichstraße 218 im Großen Saal der Berliner Flora statt. Nachdem sich sein Vater aus dem gemeinsamen Unternehmen zurückgezogen hatte, führten es die Brüder Max und Emil weiter und entwickelten für ihre Vorführungen auch neue Attraktionen, darunter ein elektrisch-mechanisch-pyrotechnisches Wasserschauspiel-Theater. Im Februar 1893 gastierten sie damit im Orpheum in Frankfurt am Main.
Mit der Qualität der gemalten Nebelbilder unzufrieden, experimentierte Skladanowsky mit fotografischen Bildsequenzen. Bereits am 20. August 1892 gelangen ihm mit einem Testexemplar einer Kamera erste Filmaufnahmen: Auf dem Dach des Hauses Schönhauser Allee 148, wo sich das Puhlmann's-Vaudeville-Theater befand, nahm er seinen turnenden Bruder auf.
Bis 1894 vervollkommnete er diese erste Filmkamera (Kurbelkiste I), später nannte er den  Projektionsapparat Bioscop.
Für eine Gage von 2500 Mark führte er ab dem 1. November 1895 im Varieté Wintergarten seine ersten Filme vor, die als Schlussnummer im Rahmen eines Varietéprogramms gezeigt wurden. In Anzeigen wurde die Vorführung des Bioscops als „interessanteste Erfindung der Neuzeit“ angekündigt. Das 15-minütige Filmprogramm, bestehend aus acht kurzen Filmstreifen, zu dem auch Das boxende Känguruh gehörte, wurde vom Publikum wohlwollend aufgenommen und fand auch in der Presse Beachtung. Ein Redakteur der Staatsbürger-Zeitung schrieb am 5. November 1895:

„Das Finale der Vorstellung springt auf die kleinere Bühne des Bioscop über. Der ingeniöse Techniker benutzt hier ergötzliche Momentphotographie und bringt sie in vergrößerter Form zur Darstellung, aber nicht starr, sondern lebendig. Wie er das macht soll der Teufel wissen.“

Für vier Wochen zeigte Max Skladanowsky täglich im Wintergarten seine Kurzfilme, stets vor ausverkauftem Haus mit jeweils etwa 1500 Gästen. Danach reisten die Brüder durch Europa und gastierten unter anderem in Kopenhagen und Stockholm. Im Djurgården zu Stockholm drehten sie Komische Begegnungen im Tiergarten zu Stockholm (1896), der als erster in Schweden aufgenommener Kurzfilm mit Handlung angesehen wird. Bald ergänzten sie ihr Programm mit Berliner Straßenszenen, später folgten erste kurze Filme mit Spielhandlung wie Der nächtliche Freier (1896) und Nicht mehr allein (1896).
Am 28. Dezember 1895 nahm Skladanowsky an der Vorführung des technisch überlegenen Cinématographe der Brüder Lumière im Grand Café teil und verbesserte daraufhin seinen Projektor „Bioscop“. Doch fehlte ihm zu einer Marktetablierung das nötige Kapital und vielleicht auch die kaufmännische Geschäftstüchtigkeit, weshalb er schon ca. 1½ Jahre nach seinem Wintergarten-Engagement aus dem Geschäft der bewegten Bilder aussteigen musste.
Nachdem er 1896 u. a. Ankunft eines Eisenbahnzuges gedreht hatte, folgte 1897 die letzte Vorführung des Bioscops in Stettin und die beiden Brüder trennten sich. Emil zog fortan mit der Wandeldekoration und dem Wasserschauspiel-Theater weiter. Max Skladanowsky widmete sich fortan verstärkt dem Vertrieb von Abblätterbüchern (Taschenkinematograph, Lebende Bilder in Buchform, siehe Daumenkino) und dreidimensionalen Bildern (Plastische Weltbilder). 
In den Folgejahren gerieten die beiden Brüder hinsichtlich der Urheberschaft am Bioscop in eine Auseinandersetzung, die die Urheberrechtskammer Berlin erst 1930 zu Gunsten von Max Skladanowsky entschied.

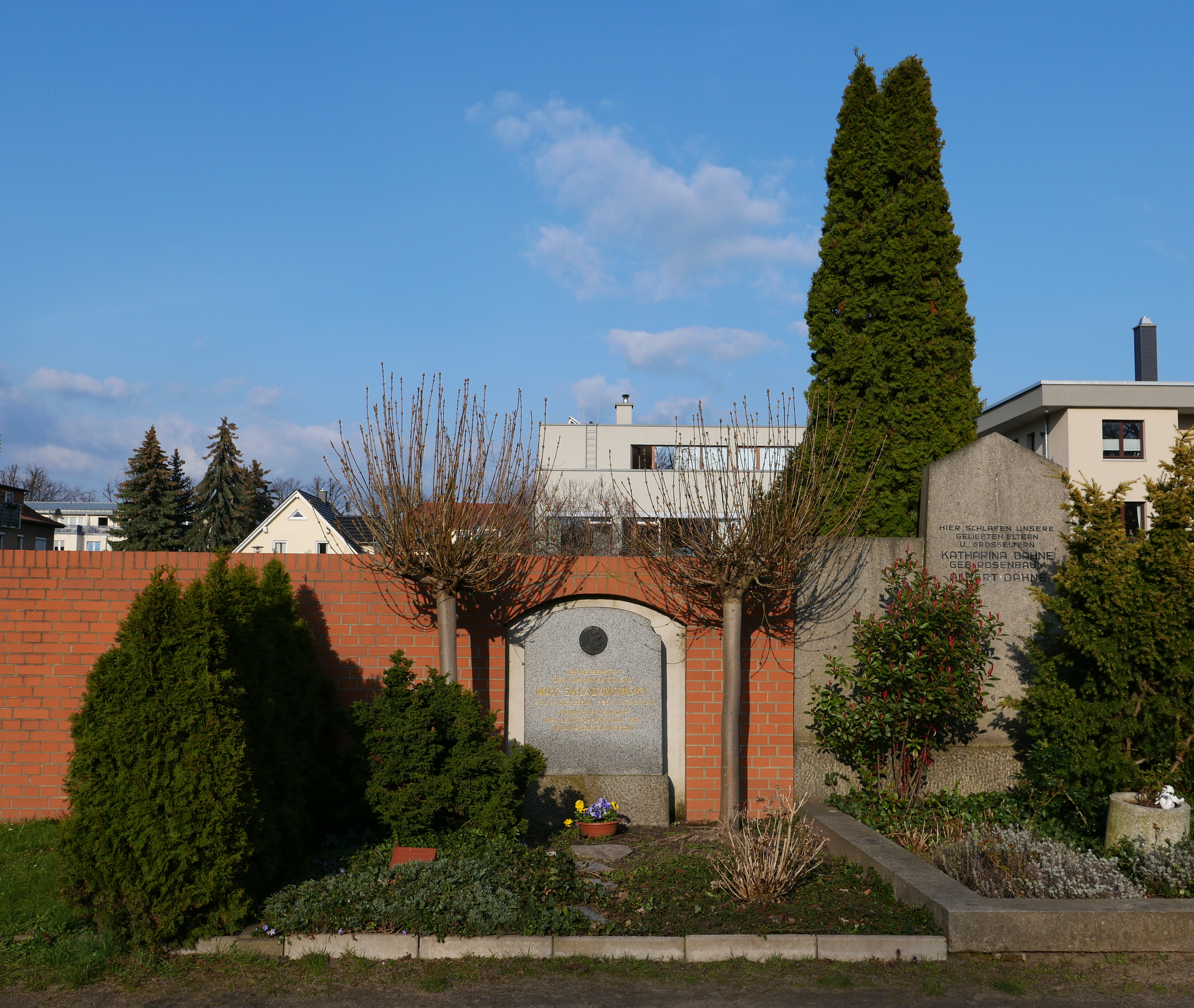
Skladanowskys Grab.

Skladanowskys Grab, das als Ehrengrab der Stadt Berlin betreut wird, befindet sich auf dem Pankower Friedhof IV, Berlin-Niederschönhausen, Buchholzer Straße (Herthaplatz), Haupteingang, links hinten. Eine offizielle Ehrentafel der Stadt Berlin befindet sich an seinem langjährigen Wohnhaus in der Waldowstraße 28 in Niederschönhausen. Unweit davon wurde 1951 die Wrangelstraße in Skladanowskystraße umbenannt.
1995 drehte der deutsche Regisseur Wim Wenders gemeinsam mit Studenten der Hochschule für Fernsehen und Film München eine Hommage an Die Gebrüder Skladanowsky (Filmtitel). Darin wird unter anderem erwähnt, warum die Erfindungen Skladanowskys den Ideen der französischen Gebrüder Lumière technisch unterlegen waren und sich deshalb nicht durchsetzen konnten. Zu Wort kommt Lucie Hürtgen-Skladanowsky, die 1904 geborene Tochter von Max Skladanowsky. Teile des Films wurden mit einer klassischen Stummfilmkamera aufgenommen.
Im September 2010 wurde Skladanowsky mit einem Stern auf dem Boulevard der Stars in Berlin geehrt.
Das Original-Bioskop befindet sich heute im Filmmuseum Potsdam, wohin es aus dem Kreismuseum Bitterfeld gelangte. Es besteht ein Nachbau von Skladanowskys Kamera.

## Filme
- Ausfahrt nach dem Alarm (1896)
- Die Wache tritt ans Gewehr (1896)
- Die Wache zieht auf (1896)
- Eine lustige Gesellschaft vor dem Tivoli in Stockholm (1896)
- Komische Begegnung im Tiergarten zu Stockholm (1896)

## Ausstellungen
- 2014: Pankow als Motiv. Max Skladanowsky – Filmpionier und Fotograf., Museum Pankow, Berlin.[2]